# 并头黄芩
并头黄芩（学名：Scutellaria scordifolia）为唇形科黄芩属下的一个种。

## 扩展阅读
維基物種上的相關：并头黄芩